# Лаку Резиј (Браила)
Лаку Резиј (рум. Lacu Rezii) насеље је у Румунији у округу Браила у општини Инсурацеј. Oпштина се налази на надморској висини од 32 m.

## Становништво
Према подацима из 2002. године у насељу је живело 407 становника, од којих су сви румунске националности.